# Guilhem Figueira

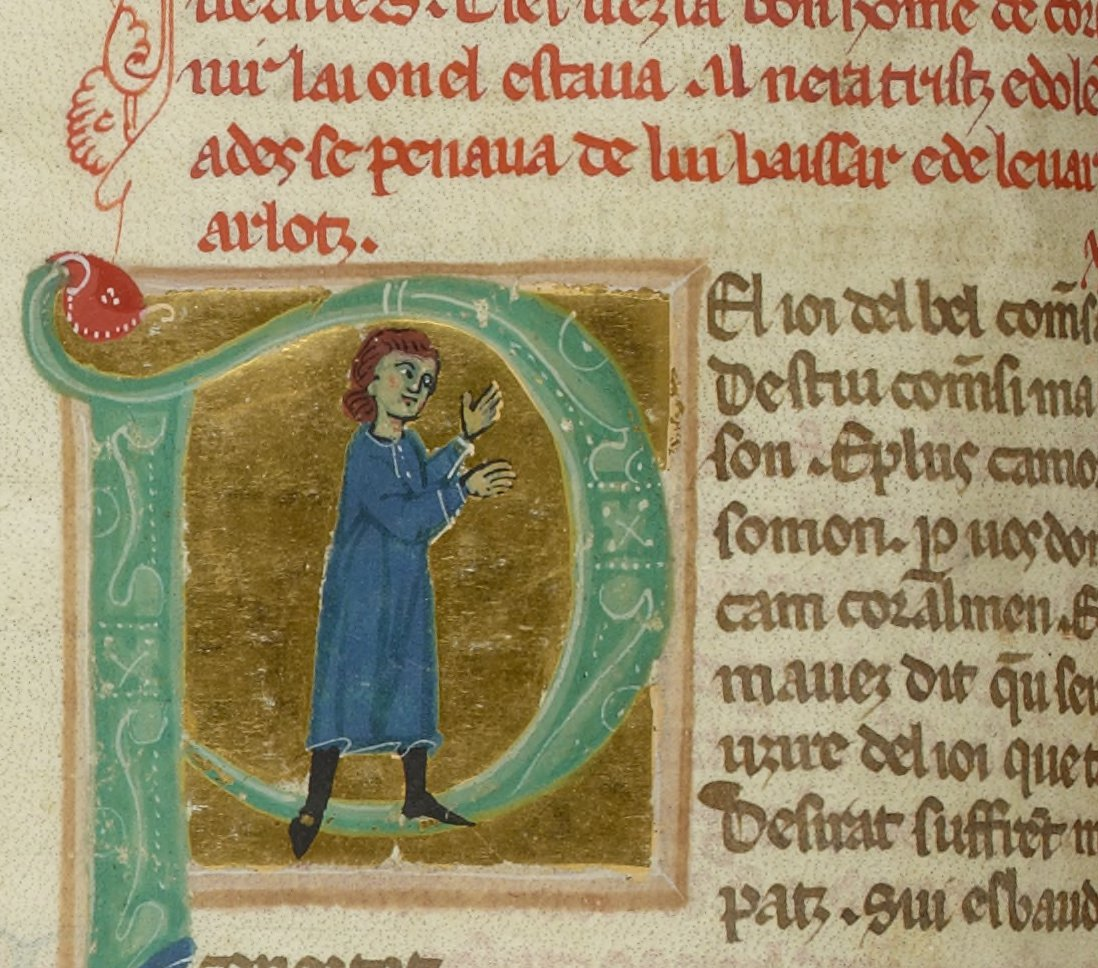
Guilhem Figueira

Guillem ou Guilhem Figueira ou Figera (Toulouse, 1195-1250) fut un jongleur et troubadour de Toulouse actif à la cour de l'empereur Frédéric II dans les années 1230,. c'était un proche collaborateur d'Aimeric de Péguilhan et de Guillem Augier Novella.

## Biographie
Guillhem Figueira nait vers 1195 à Toulouse. Il est à Toulouse pendant le siège de la croisade des Albigeois et part en exil à ce moment. Il publie des sirvantès sur la croisade et le plus connu d'entre eux s'attaque violemment à Rome et au pape. Ce derniers sirvantès contre Rome est critiqué par Dame Gormonde de Montpellier sur un ton non moins acerbe. 